# Flod

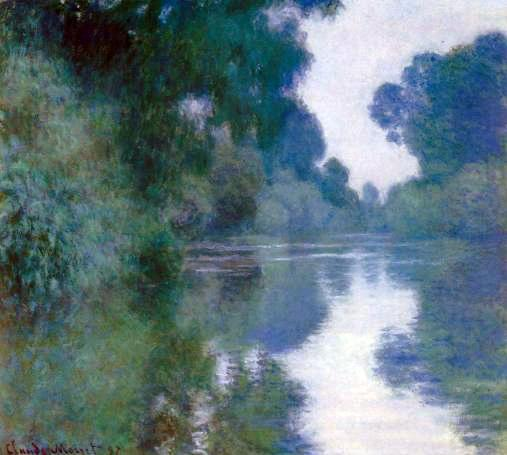
Seine, Claude Monet, 1897

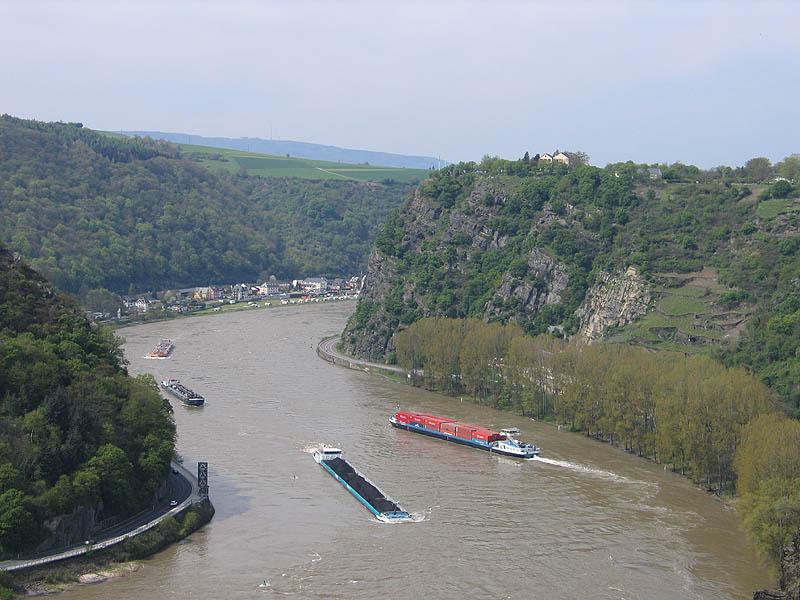
Floden Rhen.

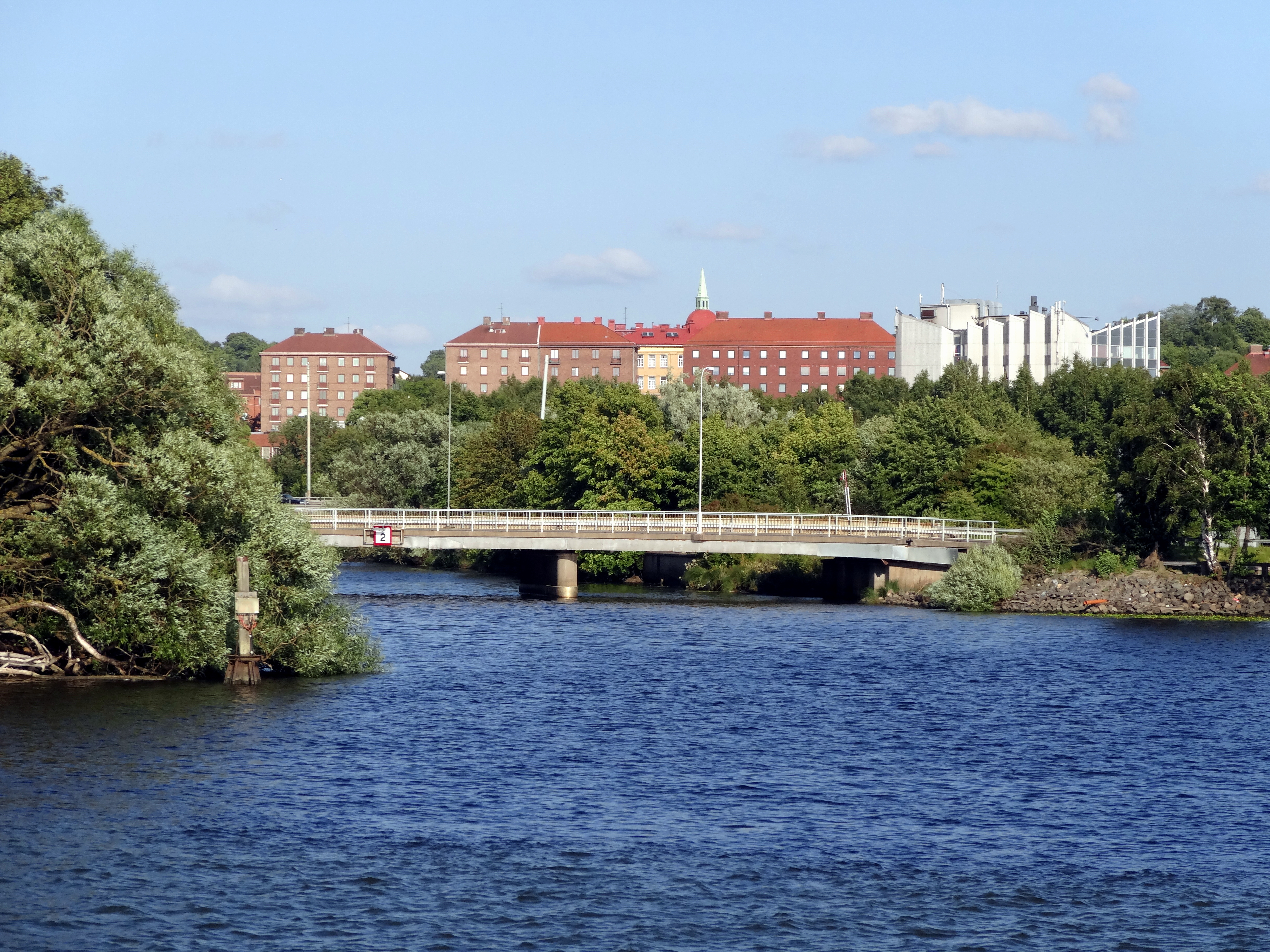
Säveån når Göta älv i Göteborg.

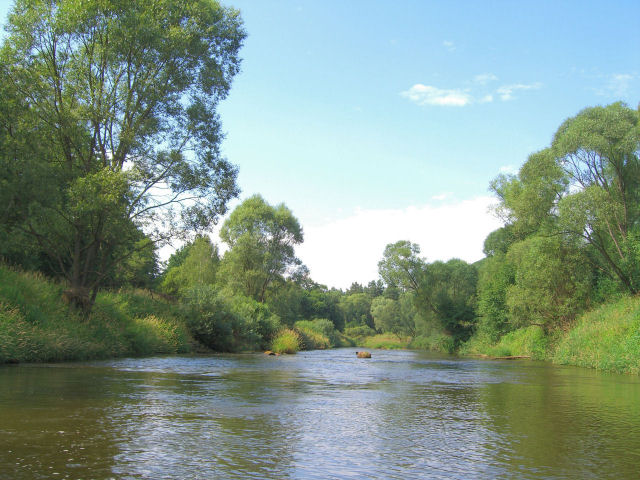
Lausiska Neisse, gränsen mellan Tyskland och Polen.

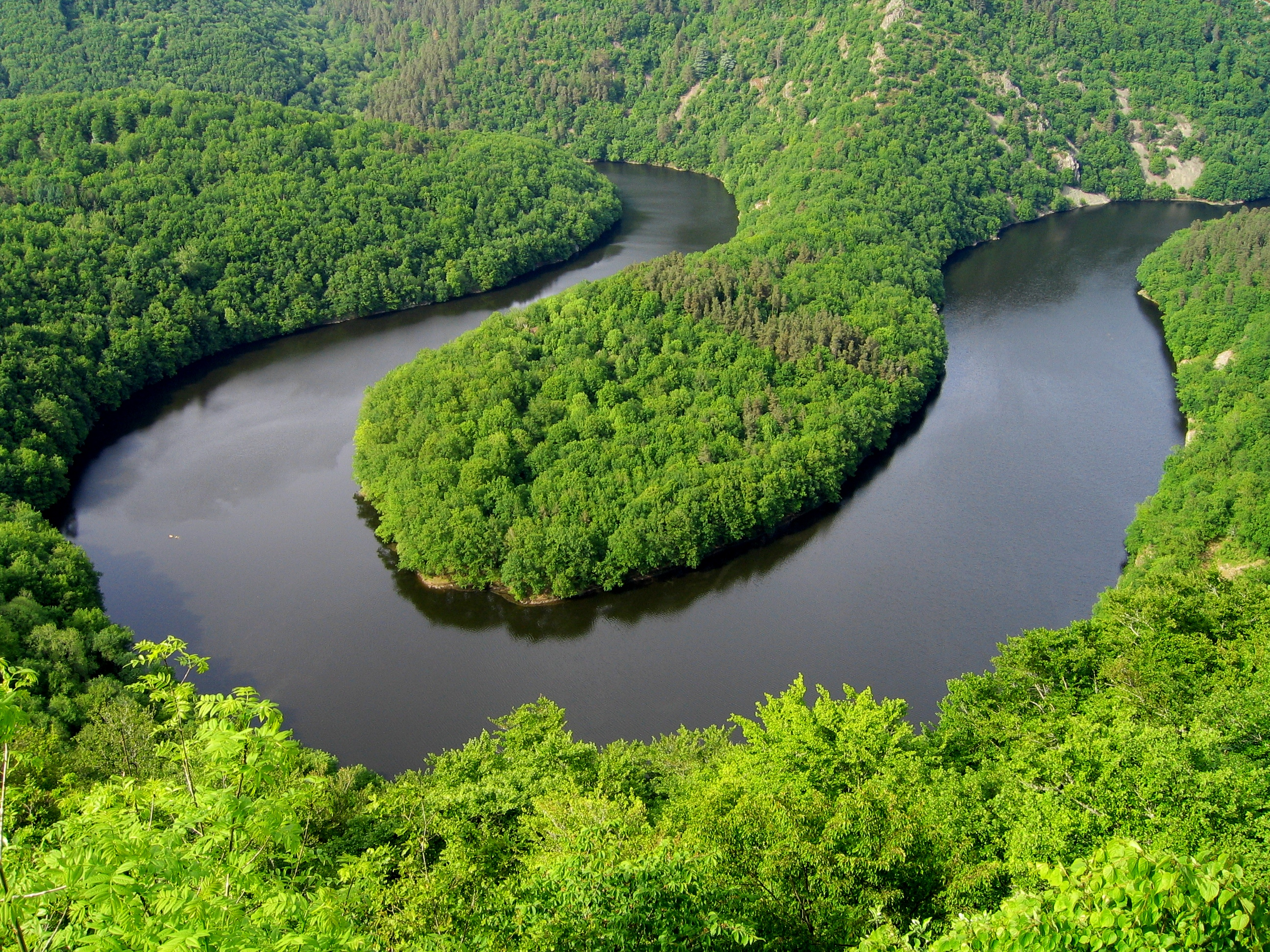
En typisk meandervindling längs Sioule-floden i Frankrike.

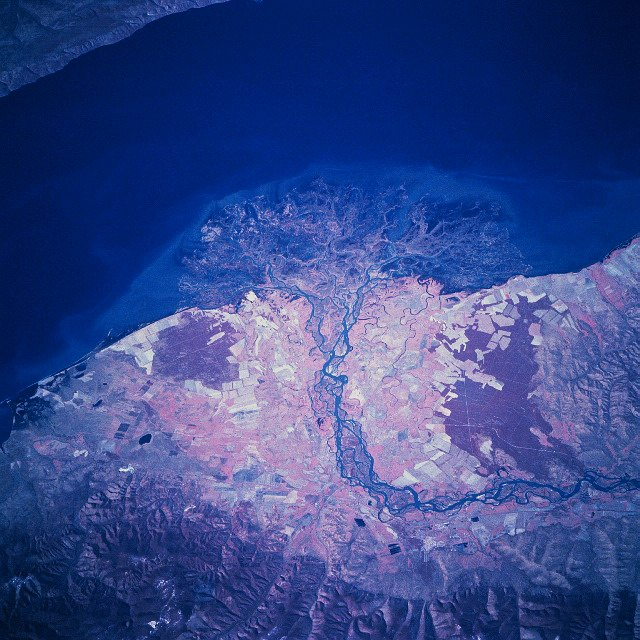
Selengas delta i Bajkalsjön

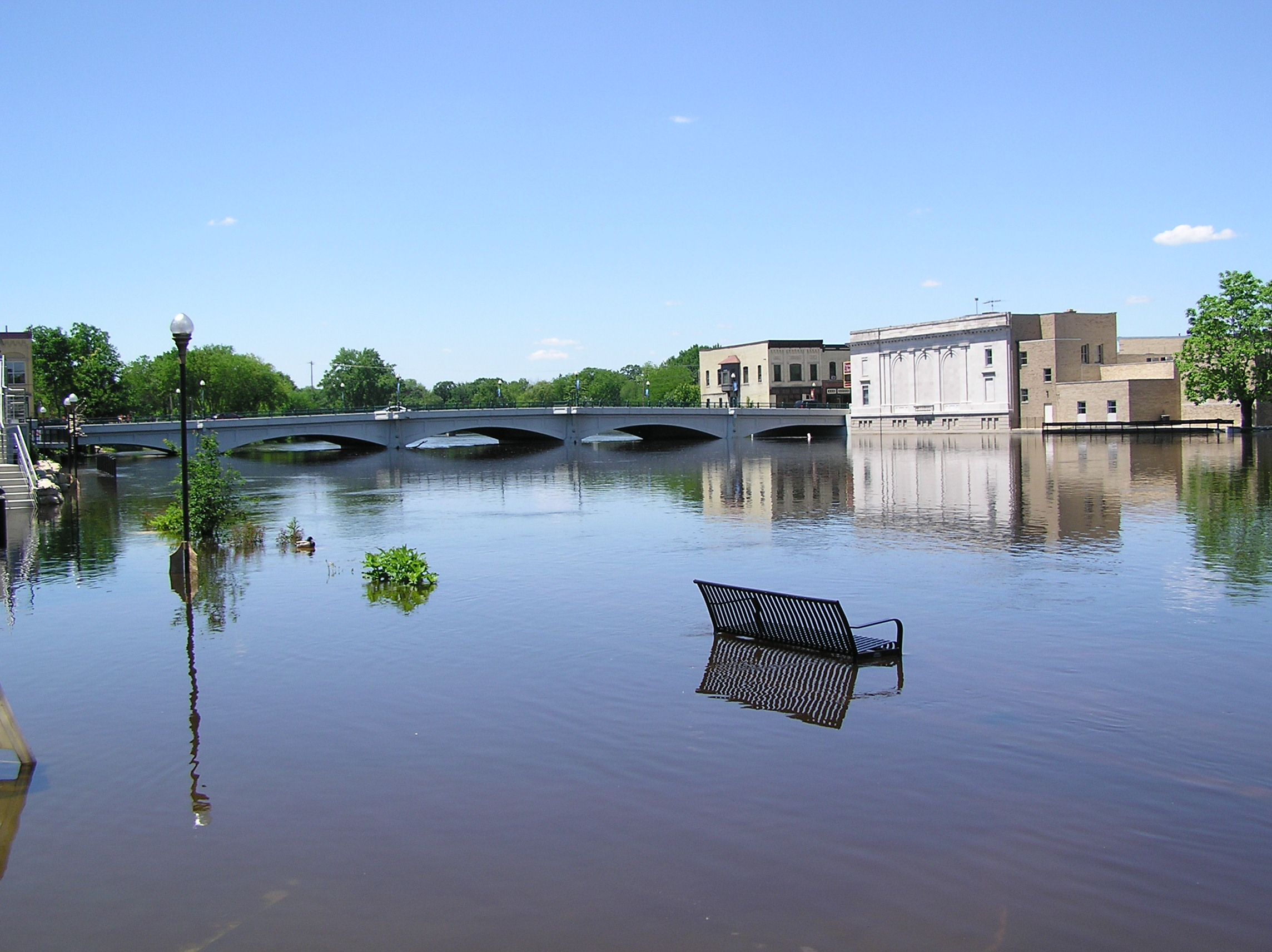
En översvämning i Ft Atkinson i Wisconsin, USA, 2004.

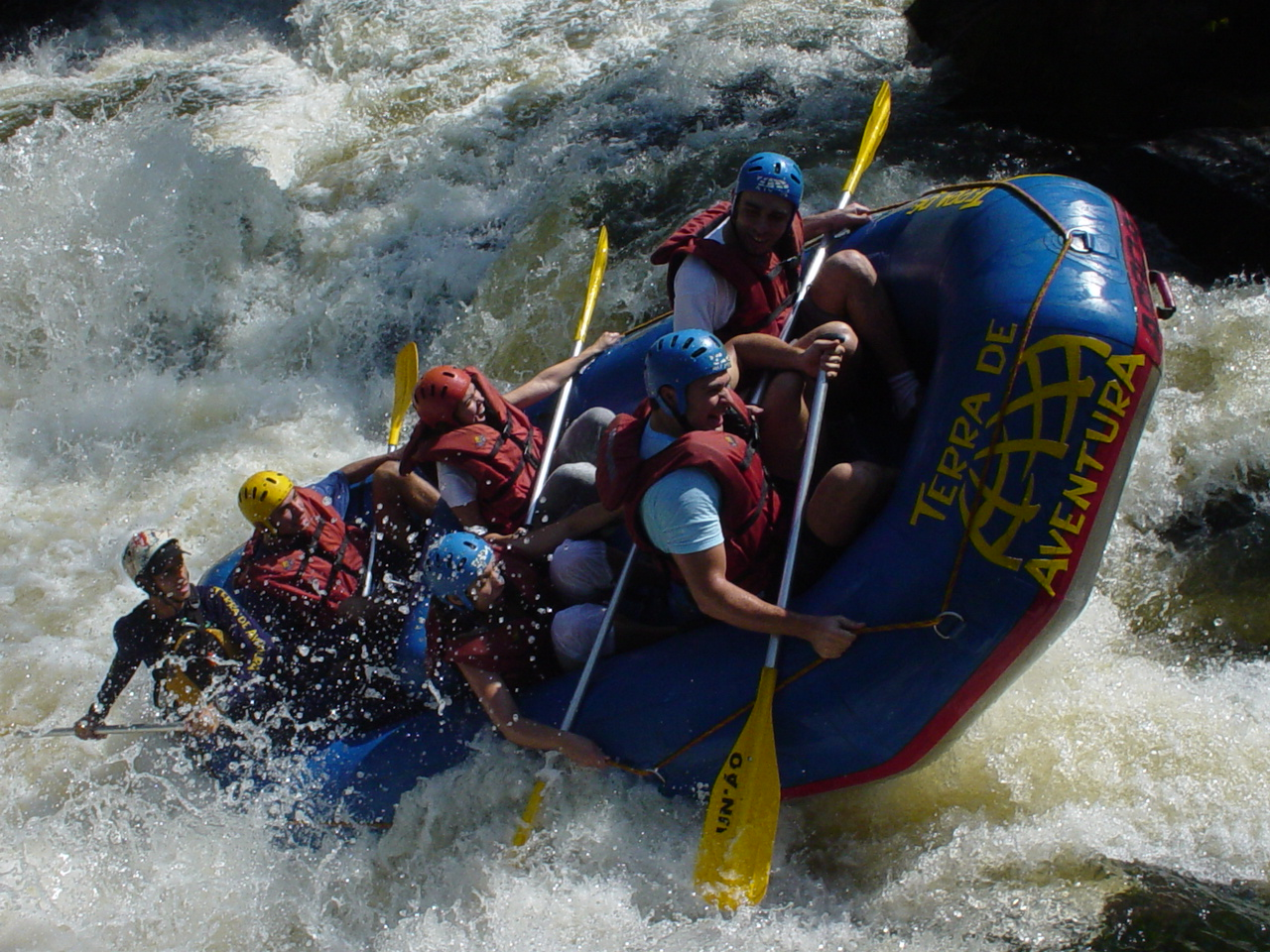
Forsränning i Brasilien.

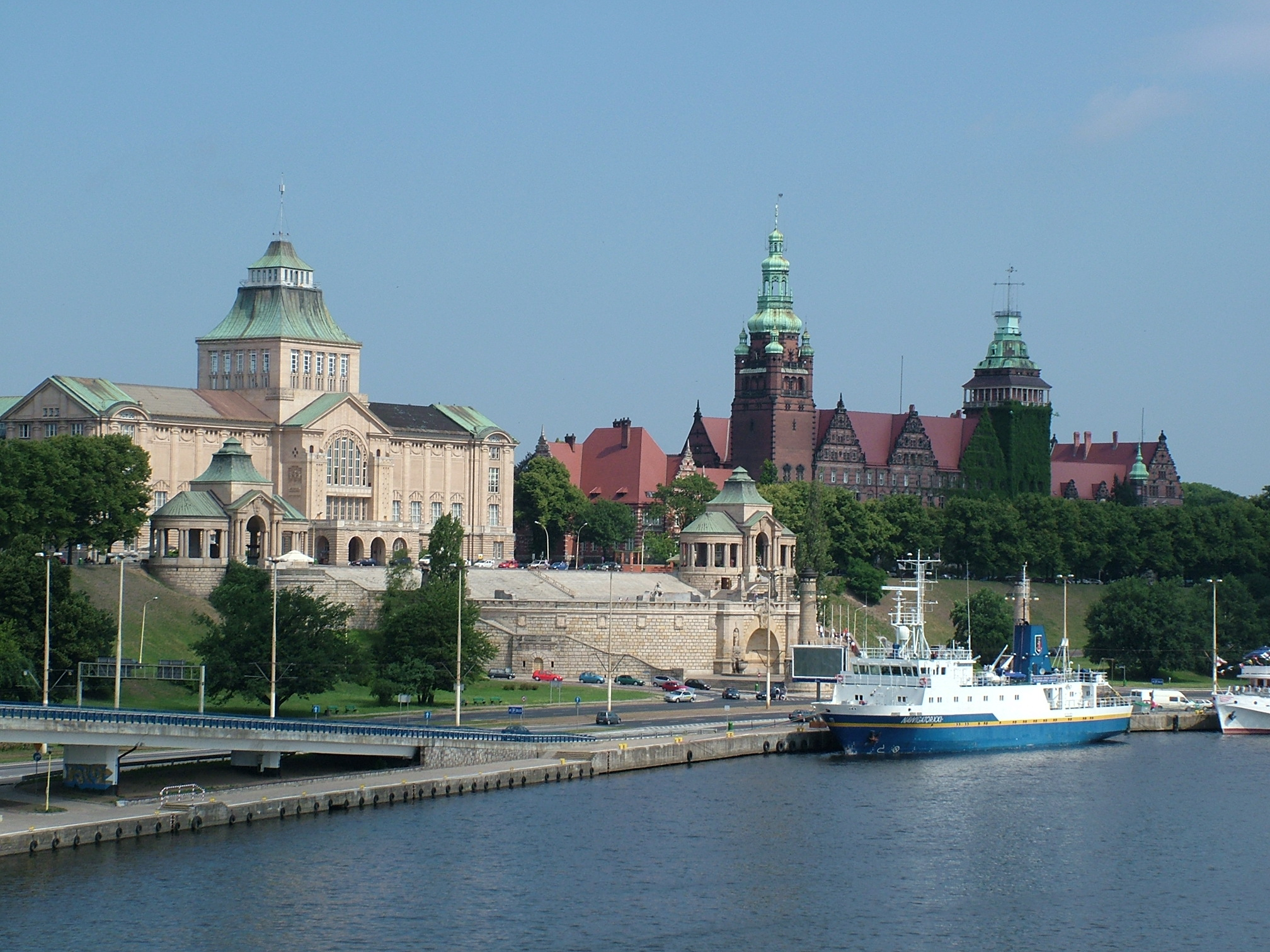
Oder i Szczecin, Polen

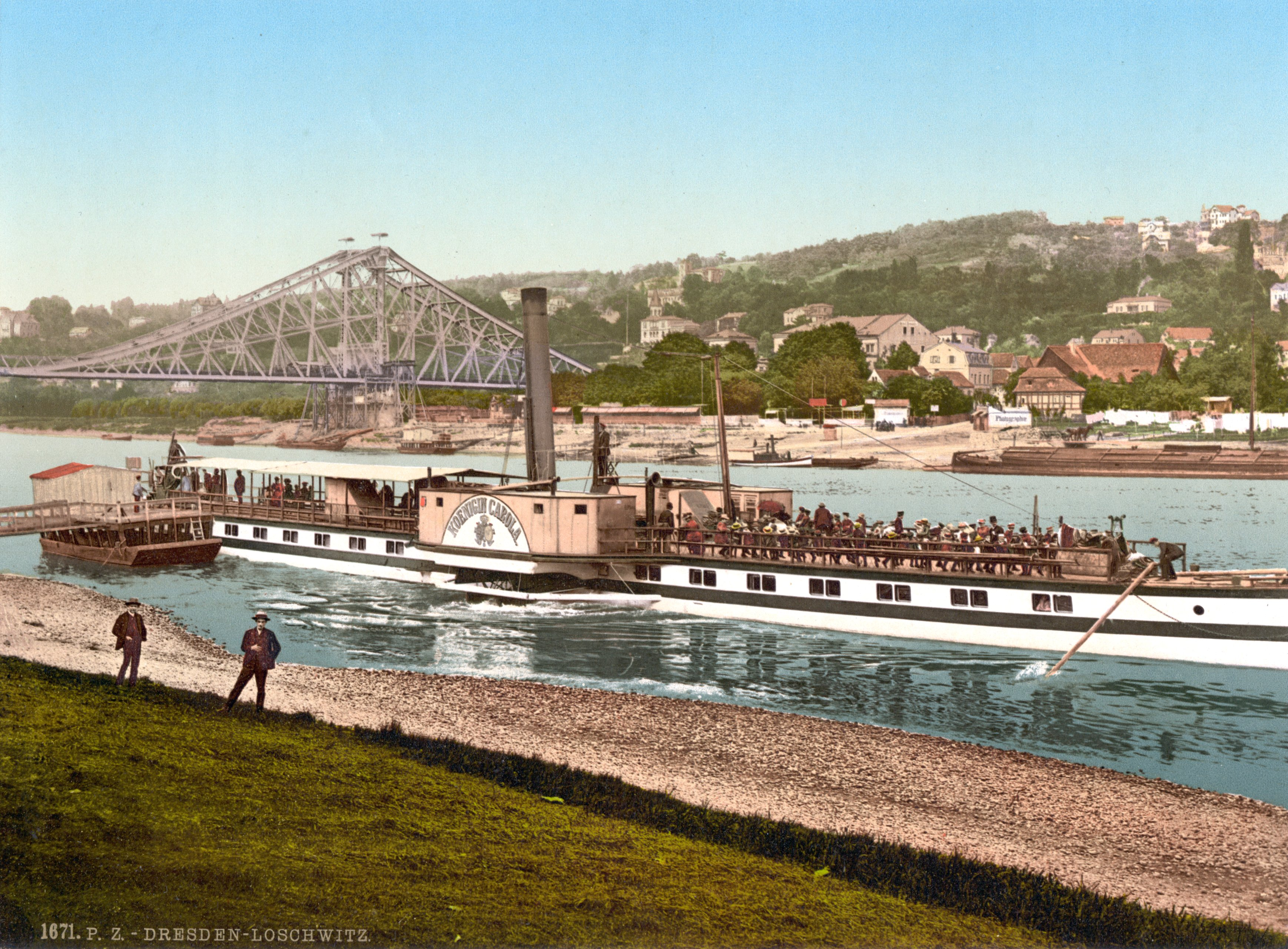
En passagerarbåt på den tyska floden Elbe kring år 1900.

En flod eller älv är ett större vattendrag som med lägre eller högre hastighet rinner från högre till lägre höjd och vanligen mynnar ut i havet eller i en större insjö. Floder spelar stor roll för allt levande, eftersom de ingår som en viktig del i vattnets kretslopp. Floder kan vara källor för bevattning, utgöra transportleder och skapa kraften i elproduktion. Vissa floder betraktas av vissa folkgrupper som heliga, till exempel Ganges av hinduer.

## Begrepp och flodens lopp
Floderna bildas genom förening av strömmar och andra större eller mindre vattendrag. Det är således huvudsakligen storleken (bredden, djupet, vattenrikedomen med mera) som utgör skillnaden mellan bäckar, åar, strömmar och floder. I skandinaviska språk används ordet älv om floder i Norden; det enda undantaget torde vara Hallands floder som kollektiv – var och en benämns dessa dock som åar.
Ordet älv är besläktat med latinets albus 'vit'.
I allmänhet har floderna sitt ursprung i ett källsprång, ett träsk, en sjö eller en smältande glaciär. Sådana ursprung kallas för flodens källa. Den i början anspråkslösa bäcken eller älven utökas gradvis genom att tillflöden från sidorna — bifloder — tillförs floden. Vattendrag kan på så sätt öka tämligen hastigt i vattenflöde och antar ganska snart dimensionen av en flod. Riktningen eller utsträckningen av en flod kallas för flodens lopp. Fördjupningen där floden flyter, och vilken den oftast själv urholkat, benämns som flodens bädd eller kanal. De vanligen sluttande stränderna eller sidorna kallas för flodbankar.
På ställen där floden rinner genom relativt flacka områden, kan översvämningar bilda flodslätter eller flodplan. Där kan floden också bilda meanderslingor. De bildas genom att floden medelst gradvis verkande erosion bryter upp nya flodfåror som vindlar sig genom landskapet. Ibland skär floden genom det näs som bildas i trånga meanderslingor och kortar därmed av fåran. På så sätt kan en korvsjö bildas. Ett sel är en del av en älv där älven blir bredare och vattnet flyter mer långsamt. Ordet sel ingår i många svenska ortnamn som till exempel Sorsele, Mellansel och Selånger. Ofta är ett sel benämningen på sträckan mellan två forsar. Den nedersta delen av en flod, där floden rinner ut i ett större vatten, kallas för mynning eller utlopp. Ofta består utloppet av flera grenar. Där topografin vid utloppet är låg och jämn, kan sedimentet som floden för med sig bilda ett floddelta. I floder vars utlopp påverkas av tidvatten tränger ibland saltvatten från havet in. Sötvattnet i floden blandas då upp och ett estuarium uppstår.
En flods högra bank eller sida är den som ligger till höger, dess vänstra den som ligger till vänster, då man färdas från källan längs med flodens lopp. Hela det landområde från vilket en flod med sina bifloder och andra mindre tillflöden samlar upp och avleder vattnet, kallas flodens avrinningsområde, men även bassäng, flodområde, vattenområde eller bäcken. I stort sett bildar nämligen detta område, i förhållande till angränsande trakter, en mer eller mindre flack eller dalformig nedsänkning av marken. Flera flodbassänger kan löpa samman och förena sig i den större ytfördjupningen av en insjö eller innanhav och bildar på detta sätt en större bassäng. Därför talar man till exempel om Dalälvens avrinningsområde, Themsen bassäng, Mälarbassängen eller Mälarbäckenet, Östersjöns och Medelhavets bassänger och så vidare.

## Jordens tio längsta floder
Det är vanskligt att försöka mäta längden på en flod, då floder ofta har fraktala egenskaper, vilket innebär att ju precisare mätningen görs, desto längre verkar floden vara. Det kan också vara svårt att bestämma var en flod börjar och slutar, då flodens flöde varierar och formas efter tillfälliga strömmar, träsk och småsjöar. Vilken flod som är världens längsta är därför föremål för debatt. De flesta geografer betraktar Nilen som världens längsta flod. Nyare och mer exakta mätningar av Amazonfloden visar dock att den är längre än den traditionella siffra som anges för Nilen. Nedan anges de högsta värdena som uppmätts för dessa två floder.
1. Amazonfloden (7025 km)
2. Nilen (6670 km)
3. Mississippifloden-Missourifloden (6270 km)
4. Yangtzefloden (Changjiang) (6211 km)
5. Jenisej-Angara (5550 km)
6. Gula floden (Huang He) (5464 km)
7. Ob-Irtysj (5410 km)
8. Amur (4410 km)
9. Kongofloden (4380 km eller 4670 km). (Det är omtvistat var flodens källa ligger.)
10. Lena (4260 km)

## Floders flora och fauna
Faunan och floran är anpassad till sötvattnet som rinner där, samt till det faktum att livet måste anpassas till det flödande vattnet.

## Floder som geopolitiska avgränsare
Floder har i historien spelat stor roll för att definiera gränser mellan länder. Detta kan ses på till exempel Rio Grande som avgränsar Mexiko från USA. Donau utgjorde under lång tid romarrikets gräns norrut och är fortfarande idag en gränsdragare mellan Bulgarien och Rumänien.

## Floden som transportmedel

### Timmerflottning
Floder och älvar fungerade förr i tiden som flottningsleder. Timmerflottning var ett vanligt sätt att frakta timmer från avverkningsplatserna inåt landet till sågverk och massafabriker som ofta låg längs kusterna.

### Godstransporter
Floder har historiskt varit mycket viktiga transportledet för gods, och har ofta trafikerats av speciella flodbåtar, ibland med pråmar. 

### Passagerartrafik
Stora floder som Mississippi och Donau trafikerades förr i tiden av ångdrivna passagerarfartyg, flodbåtar, som förde resande längs floden mot betalning.

## Energiproduktion
Huvudartiklar: vattenkraftverk och dammbyggnad
Fram till slutet av 1800-talet utnyttjades främst vattenkraften genom att placera skovelhjul i strömmande floder för drivning av exempelvis kvarnar som malde säd eller som drivkälla för smideshammare och andra direktdrivna maskiner där fabriken låg i direkt anslutning till vattendragen. Så småningom utvecklades effektiva vattenturbiner som driver el-generatorer som producerar elektrisk energi. Energin kan man numera på ett enkelt sätt transportera i form av el-energi till olika platser som ligger långt från själva produktionsplatsen av vattenkraftsutvinningen. Vattenkraftanläggningar, och då särskilt dammarna, kan i vissa fall innebära lokal miljöpåverkan.

## Översvämningar
Översvämningar är en naturlig del av flodens cykler. Emellertid har människan påverkat det naturliga sätt som floder uppträder på, genom att bygga fördämningar och försök att leda om floder. Mossar, träsk, sankmarker och andra våtområden har torrlagts för att skapa åkermark, vilket förminskat markens förmåga att hålla vatten, vilket i sin tur leder till plötsliga katastrofer istället för gradvisa, naturligt kontrollerade ökningar av vattenflödet. I det forna Egypten gjorde Nilens översvämningar det möjligt att leva, då näringsrikt slam och sediment gav naturligt gödsel åt fälten när vattnet dragit sig tillbaka. I våra dagar har bebyggelse brett ut sig på samma flodbankar och översvämningarna orsakar oöverskådliga materiella skador år efter år.
Mänskliga störningar som skogsskövling och övrigt borttagande av vegetation orsakar också allvarliga följdproblem, då infiltrationskapaciteten (markens förmåga att ta hand om nederbörd) minskar. Detta leder till att marken snabbare blir mättad och överskottsvattnet rinner längs med markens yta (ytavrinning) istället för ned i jorden och översvämningar kan överraskande snabbt orsaka förödelse.

## Rekreation
Floder utnyttjas för rekreationella ändamål. Längs många floder finns kanotuthyrare som tillhandahåller kanoter för paddling, eller flottar för att stilla färdas fram på floden. Snabbare partier av floden lockar utövare av fartfyllda vattensporter som riverboarding, kajak, forspaddling och forsränning (rafting). Utövare av dessa sporter har tagit fram system för klassificering och svårighetsgradering av floder. Ett sådant klassificeringssystem är International Scale of River Difficulty.